# Odległość biegunowa
Odległość biegunowa – dopełnienie deklinacji do kąta prostego, co oznacza kątową odległość ciała niebieskiego od bieguna północnego. 

## Literatura
- Flis Jan, Szkolny słownik geograficzny, WSiP 1986